# Fouquescourt
Fouquescourt (picardisch: Fouquécourt) ist eine nordfranzösische Gemeinde mit 153 Einwohnern (Stand 1. Januar 2022) im Département Somme in der Region Hauts-de-France. Die Gemeinde liegt im Arrondissement Péronne, gehört zum Kanton Moreuil und ist Teil der Communauté de communes Terre de Picardie.

## Geographie
Die Gemeinde in der Landschaft Santerre liegt rund 8,5 km nordnordwestlich von Roye an der Départementsstraße D161. Im Norden der Gemeinde befindet sich ein britischer Soldatenfriedhof.

## Geschichte
Der Ort wird erstmals 1146 als Furcelli curtis genannt. In den Besitz teilten sich die Abtei Corbie und das Priorat Lihons.
In der Schlacht an der Somme im Jahr 1916 erlitt Fouquescourt Schäden. Die Gemeinde erhielt als Auszeichnung das Croix de guerre 1914–1918.
Die Gemeinde war um 2001 zur Absiedlung vorgesehen, weil hier der dritte Pariser Großflughafen errichtet werden sollte, was infolge eines Regierungswechsels scheiterte.

## Einwohner
| 1962 | 1968 | 1975 | 1982 | 1990 | 1999 | 2006 | 2010 |
| ---- | ---- | ---- | ---- | ---- | ---- | ---- | ---- |
| 164  | 151  | 139  | 136  | 153  | 127  | 149  | 162  |

## Verwaltung
Bürgermeister (maire) ist seit 2008 Frédéric Huyghe.

## Sehenswürdigkeiten
- Kirche Saint-Pierre
- Soldatenfriedhof